# Les Saisons (film)
Pour les articles homonymes, voir Les Saisons.
Pour plus de détails, voir Fiche technique et Distribution.
Les Saisons est un documentaire français, coproduit avec l'Allemagne, réalisé par Jacques Perrin et Jacques Cluzaud sorti au cinéma le 27 janvier 2016.
La version japonaise a utilisé "Eversolving" de Crystal Kay pour la chanson thème,,.

## Synopsis
Le film retrace l'histoire de la forêt européenne depuis la fin de la dernière période glaciaire jusqu'à notre époque, en abordant la problématique des bouleversements occasionnés par les activités humaines.
La nature est au centre du film, et l'homme n'y apparaît que rarement et très progressivement. Le point de vue est donc aussi peu anthropocentrique que possible. Sont successivement évoqués les premiers chasseurs-cueilleurs, puis la domestication du loup, puis les défrichements qui réduisirent à néant la forêt primaire, et le développement de l'agriculture. Le village, qui constituera la base démographique de la société européenne durant des millénaires, est rappelé à plusieurs reprises par des vues de clochers et des sons de cloches - qui renvoient également au rôle des moines défricheurs médiévaux.
De nombreuses espèces sont montrées, en plans souvent très serrés, de façon à rappeler la beauté et la diversité de la faune européenne.
Les paysages ruraux sont présentés, ainsi que leur qualité en termes de biodiversité - ils ont offert à maintes espèces une bonne alternative à la forêt primaire.
La Première Guerre mondiale fait l'objet d'une évocation particulière, parce qu'elle contribua à la disparition de la société rurale traditionnelle.
Le film se clôt sur une question essentielle : après avoir beaucoup détruit, l'homme saura-t-il créer les conditions d'une cohabitation harmonieuse avec ses compagnons de planète ? 

## Fiche technique
- Titre : Les Saisons
- Réalisation : Jacques Perrin, Jacques Cluzaud
- Scénario : Jacques Perrin, Jacques Cluzaud, Stéphane Durand
- Son : Philippe Barbeau
- Montage : Vincent Schmitt
- Musique : Bruno Coulais
- Budget : 33 millions d'euros[5]
- Société de production : Galatée Films
- Producteurs : Jacques Perrin, Nicolas Elghozi
- Société de distribution :  Pathé Distribution
- Pays d'origine :  France |  Allemagne
- Langue : français
- Format : couleur  - 2,39:1
- Genre : documentaire
- Durée : 96 minutes
- Date de sortie :
  - France : 27 janvier 2016

## Tournage
Le tournage s'est déroulé en 2013 et 2014 en partie dans l'Ain (dans le parc des oiseaux situé dans les Dombes, sur le plateau de Retord, à Hauteville), dans la  Drôme (Font d'Urle), en Isère (Vercors), dans le Rhône (au Parc animalier de Courzieu, dans les monts du Lyonnais), dans la Loire (Chazeaux), en Savoie (dans le parc national de la Vanoise, dans la vallée de la Maurienne, sur le massif du Mont-Cenis), en Haute-Savoie (sur le massif du Mont Blanc, dans le parc animalier de Merlet, au roc de Chère et au lac d'Annecy...) ainsi qu'aux Pays-Bas, en Pologne, Roumanie, Écosse, Norvège, Suisse et aux États-Unis.